# Кароне, Хуан Карлос
Хуа́н Ка́рлос Кароне (исп. Juan Carlos Carone; 18 мая 1942, Буэнос-Айрес — 13 июня 2025, Буэнос-Айрес) — аргентинский футболист, играл на позиции левого полузащитника.

## Биография

### Клубная карьера
Кароне начинал карьеру в «Атланте» из Буэнос-Айреса. В 1964 году стал игроком клуба «Велес Сарсфилд», с которым была связана основная часть его карьеры. Дебютировал за «Велес Сарсфилд» 26 апреля 1964 года в матче с «Индепендьенте» — «Велес Сарсфилд» проиграл матч 1:3. Всего за эту команду он сыграл 149 матчей и забил 76 голов. Он является 7-м игроком в истории этого клуба по количеству забитых мячей. Кароне был частью команды, с которой в 1968 году выиграл чемпионский титул.
Затем он играл за «Расинг» из Авельянеды. В 1970 году отправился в Мексику, где играл за «Веракрус» и в 1971 году закончил карьеру.

### Карьера в сборной
В составе сборной Аргентины принимал участие на чемпионате Южной Америки 1967 года, где сыграл в двух матчах на турнире. 25 января 1967 года в матче со сборной Венесуэлы забил гол и стал одним из соавторов победы со счётом 5:1. По итогам турнира «альбиселеста» заняла второе место. Всего за сборную Аргентины сыграл 5 матчей и забил 2 гола.

### Смерть
Скончался 13 июня 2025 года в возрасте 83 лет.

## Достижения
«Велес Сарсфилд»
- Чемпион Аргентины (1): Насьональ 1968